# エディ・ホプソン
エディ・ホプソン（Eddie Hopson、1971年6月30日 - ）は、アメリカ合衆国の男性プロボクサー。ミズーリ州セントルイス出身。元IBF世界スーパーフェザー級王者。

## アマチュア時代
ホプソンはアマチュア時代は1987年にジュニアオリンピックに出場して金メダル獲得と、ゴールデングローブを優勝したことがある。
1988年のソウルオリンピックのフェザー級で出場している。

## プロ時代
1989年2月4日、ホプソンはソウルオリンピック開催から6か月後にデビューを果たし4回判定勝ちで白星でデビューを飾った。
1992年5月9日、ロバート・バードと対戦し3回KO勝ちで全米ランカー入りを果たした。
1994年1月4日、フロリダ州フォートローダーデールでNABF北米スーパーフェザー級王者アレックス・ペレスと対戦し12回3-0の判定勝ちで王座獲得に成功した。
1994年8月23日、アンヘル・アルダマと対戦し9回3-0の負傷判定勝ちで初防衛に成功した。
1994年10月27日、ワシントンD.C.でトロイ・ドーシーと対戦し12回3-0の判定勝ちで2度目の防衛に成功した。
1995年4月22日、ニュージャージー州アトランティックシティのバリーズ・パーク・パレス・ホテル・カジノでジョン・ジョン・モリナの返上で空位になったIBF世界スーパーフェザー級王座決定戦を14戦全勝のモイセス・ペドラサと対戦し7回2分7秒KO勝ちで無敗のまま世界王座獲得に成功した。
1995年7月9日、トレイシー・ハリス・パターソンと対戦するが2回に4度倒され最後はそのままレフェリーが試合を止めて試合終了。初黒星となる2回1分37秒TKO負けで初防衛に失敗し王座から陥落した。
1995年11月18日、サントス・ロペスと対戦し最終10回2分21秒TKO負けを最後に一旦現役を引退した。
1998年3月31日、3年の沈黙を破り現役復帰。エドゥアルド・マルチネスと対戦し6回終了時TKO勝ちで再起を飾った。
1999年11月19日、パブロ・ダニエル・サルミエントと対戦し8回3-0の判定勝ちを最後に現役を引退した。

## 獲得タイトル
- NABF北米スーパーフェザー級王座
- 第10代IBF世界スーパーフェザー級王座（防衛0度）